# Steve Bucknall
Pour les articles homonymes, voir Bucknall.
Steven Lee Bucknall, né à Londres le 17 mars 1966, est un joueur de basket-ball anglais, évoluant au poste d'ailier et mesurant 1,98 m.

## Carrière

### Universitaire
- 1985-1989 :  Tar Heels de Caroline du Nord (NCAA I)

### Professionnelle
- 1989-1990 :  Lakers de Los Angeles (NBA)
- 1990-1991 :  Sunblest Sunderland (BBL)
- 1991-1991 :  Treasure Coast Tropics / Miami
- 1991-1992 :  EnBW Ludwigsburg (Basketball-Bundesliga)
- 1992-1993 :  ASVEL Villeurbanne (N A 1)
- 1993-1994 :  Le Mans Sarthe Basket (Pro A)
- 1994-1995 :  Thames Valley Tigers / Bracknell TV Tigers (BBL)
- 1995-1996 :  London Towers (BBL)
- 1996-1998 :  Iraklis Thessaloniki (ESAKE)
- 1998-1999 :  Reggio Emilia (Lega A)
- 1999-2001 :  London Towers (BBL)
- 2001-2002 :  Aris Thessaloniki (ESAKE)
- 2002-2003 :  Birmingham Bullets (BBL)
- 2003-2004 :  Iraklis Thessaloniki (ESAKE)
- 2004-2005 :  Olympique Antibes (Pro B)
- 2005-2006 :  Leicester Riders (BBL)